# Бакараму

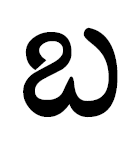
Бакараму

Бакараму , బ — ба, буква алфавита телугу, обозначает звонкий губно-губной взрывной согласный. Отличительной особенностью алфавита телугу и каннада является графическая близость (омоглифия) букв «Ба» и «О» (బ — ఒ).
Гунинтам: బ, బా, బి, బీ, బు, బూ, బె, బే, బై, బొ, బో, బౌ.
Подстрочная буква «ба» (баватту) в телугу, каннада и кхмерском:

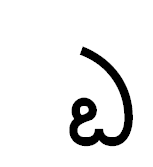
Баватту (телугу)
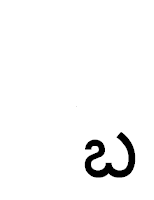
Баотту (каннада)
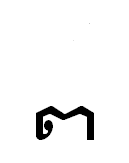
Тьенг бо (кхмерский)